# Johann Gottlob Carpzov
Pour les articles homonymes, voir Carpzov.
Johann Gottlob Carpzov (26 septembre 1679 à Dresde - 7 avril 1767 à Lübeck) est un théologien et écrivain allemand.
Il entre en 1700 à l'Université d'Altdorf. Il devint professeur de théologie à l'Université de Leipzig à partir de 1713.
On lui doit :
– une Dissertation sur les opinions des philosophes touchant la nature de Dieu, Leipzig, 1699 ;
– Critica sacra, 1708.

## Source
- (de) « Qualifications et ouvrages du professeur et docteur en théologie Johann Gottlob Carpzov » [PDF], sur le site de l'Université de Leipzig

Cet article comprend des extraits du Dictionnaire Bouillet. Il est possible de supprimer cette indication, si le texte reflète le savoir actuel sur ce thème, si les sources sont citées, s'il satisfait aux exigences linguistiques actuelles et s'il ne contient pas de propos qui vont à l'encontre des règles de neutralité de Wikipédia.